# Franco Russo
Franco Matías Russo Panos (ur. 25 października 1994 w Buenos Aires) – argentyński piłkarz pochodzenia włoskiego występujący na pozycji środkowego obrońcy, od 2024 roku zawodnik meksykańskiego Querétaro.